# Gabriel Davioud
Gabriel Davioud, nato Jean-Antoine-Gabriel Davioud (Parigi, 30 ottobre 1824 – Parigi, 6 aprile 1881), è stato un architetto francese.

## Biografia
Davioud studiò architettura alla École des Beaux-Arts con Léon Vaudoyer. Dopo aver vinto il Second Grand Prix de Rome, venne nominato ispettore generale per i lavori di architettura a Parigi, e capo architetto per i parchi e giardini pubblici.
Collega del grande urbanista Barone Haussmann, egli progettò molti degli arredi delle vie di Parigi: banchine della Senna, padiglioni, fontane, pali dell'illuminazione pubblica, ringhiere e balaustre, monumenti ed anche diversi palazzi.
Fra i suoi lavori più noti si ricordano la Fontana di Saint-Michel in Place Saint-Michel, il vecchio palazzo del Trocadéro (demolito nel 1937), e i due teatri a Place du Châtelet (Théâtre du Châtelet e Théâtre de la Ville).
In 1868 Davioud succedette a Jacques Landry come sindaco di Houlgate dove risiedette fino al 1871. Il suo mandato venne interrotto quando fu nominato capitaine du génie durante la Guerra franco-prussiana. Famoso per le opere realizzate a Parigi, egli costruì una sola villa ad Houlgate, La Brise sulla Route de Caumont.

## Opere principali

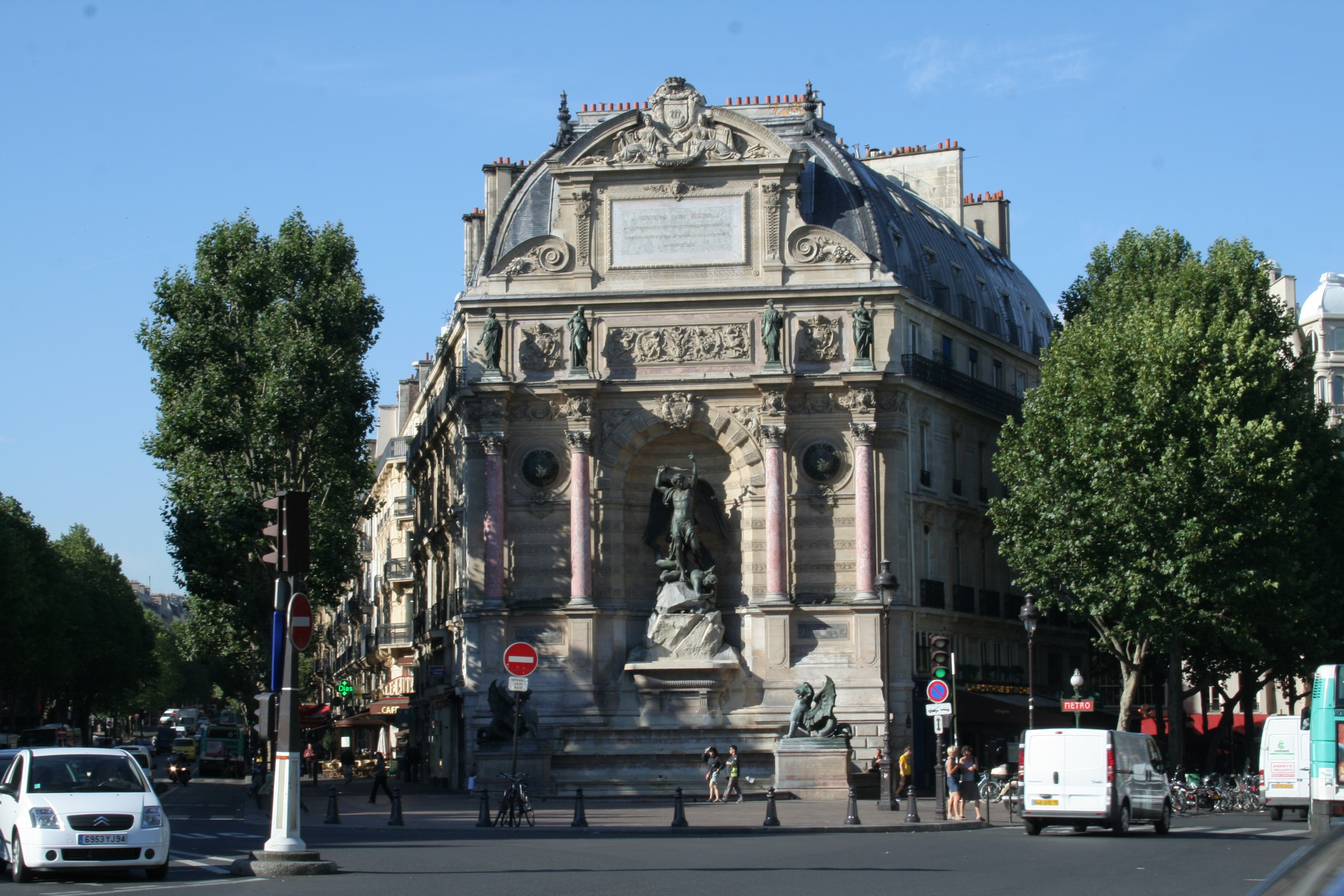
La Fontaine St Michel a Parigi, disegnata da Davioud

- Le Panorama National, ora il Théâtre du Rond-Point, creato per l'Esposizione universale del 1855
- Fontaine Saint-Michel, Place Saint-Michel, con lo scultore Henri Alfred Jacquemart, 1860
- Due teatri a Place du Châtelet (Théâtre du Châtelet e Théâtre de la Ville), 1860-1862
- Tempio della Sybille sull'Île du Belvédère, Parc des Buttes-Chaumont, XIX arrondissement di Parigi, 1869
- Fontana dell'Osservatorio e Avenue de l'Observatoire (in collaborazione con lo scultore Jean-Baptiste Carpeaux ed altri), 1873
- Municipio del XIX arrondissement, 1876-1878
- Il Palais du Trocadéro, costruito per l'Esposizione universale del 1878
- Magasins-Réunis, Place de la République
- Jardins des Champs-Élysées
- Cancellate del Parc Monceau
- Fontana du Château d'eau, Place Daumesnil, XII arrondissement di Parigi
- Padiglione d'ingresso del Bois de Boulogne, XVI arrondissement di Parigi
- Square des Batignolles, XVII arrondissement di Parigi

## Riconoscimenti
- 1849 – Prix de Rome per l'architettura